# Campeonato Mundial de Tiro en 10 m de 1991
El VII Campeonato Mundial de Tiro en 10 m se celebró en Stavanger (Noruega) en el año 1991 bajo la organización de la Federación Internacional de Tiro Deportivo (ISSF) y la Federación Noruega de Tiro Deportivo.

## Resultados

### Masculino
| Evento                         | Oro                                    | Plata                            | Bronce                                     |
| ------------------------------ | -------------------------------------- | -------------------------------- | ------------------------------------------ |
| Rifle de aire 10 m             | Harald Stenvaag · Noruega · 697,0 pts. | Evgeni Aleinikov URSS 696,8 pts. | Nils Petter Håkedal · Noruega · 698,4 pts. |
| Rifle de aire 10 m (equipos)   | Noruega · 1778                         | URSS 1771                        | Alemania · 1767                            |
| Pistola de aire 10 m           | Uwe Potteck · Alemania · 684,1         | Wang Yifu China 683,9            | Sorin Babii · Rumania · 682,0              |
| Pistola de aire 10 m (equipos) | URSS 1742                              | Alemania · 1740                  | China 1738                                 |
| Blanco móvil 10 m              | Luboš Račanský Checoslovaquia 675      | Gennadi Avramenko URSS 669       | Andréi Vasiliev URSS 669                   |
| Blanco móvil 10 m (equipos)    | URSS 1716                              | Alemania · 1702                  | Hungría · 1696                             |

### Femenino
| Evento                         | Oro                               | Plata                              | Bronce                             |
| ------------------------------ | --------------------------------- | ---------------------------------- | ---------------------------------- |
| Rifle de aire 10 m             | Éva Fórián · Hungría · 499,5 pts. | Svetlana Seledkova URSS 496,6 pts. | Wera Stamm · Alemania · 496,5 pts. |
| Rifle de aire 10 m (equipos)   | URSS 1184                         | Hungría · 1184                     | Estados Unidos 1177                |
| Pistola de aire 10 m           | Marina Logvinenko URSS 488,3      | Li Shuanghong China 485,3          | Margit Stein · Alemania · 185,2    |
| Pistola de aire 10 m (equipos) | URSS 1149                         | Alemania · 1145                    | Yugoslavia 1125                    |

## Medallero
| Núm. | País           | Oro | Plata | Bronce | Total |
| ---- | -------------- | --- | ----- | ------ | ----- |
| 1    | URSS           | 5   | 4     | 1      | 10    |
| 2    | Noruega        | 2   | 0     | 1      | 3     |
| 3    | Alemania       | 1   | 3     | 3      | 7     |
| 4    | Hungría        | 1   | 1     | 1      | 3     |
| 5    | Checoslovaquia | 1   | 0     | 0      | 1     |
| 6    | China          | 0   | 2     | 1      | 3     |
| 7    | Estados Unidos | 0   | 0     | 1      | 1     |
|      | Rumania        | 0   | 0     | 1      | 1     |
|      | Yugoslavia     | 0   | 0     | 1      | 1     |
|      | TOTAL          | 10  | 10    | 10     | 30    |